# لکه‌دار (فیلم ۱۹۵۲)
لکه‌دار (به هندی: Daag) فیلمی محصول سال ۱۹۵۲ و به کارگردانی آمیا چاکراوارتی است. در این فیلم بازیگرانی همچون دیلیپ کومار، نیممی، اوشا کیران، لالیتا پاوار و لیلا میشارا ایفای نقش کرده‌اند.